# Сахновщинська селищна територіальна громада
Сахновщинська селищна об'єднана територіальна громада — об'єднана територіальна громада в Україні, в Берестинському районі Харківської області. Адміністративний центр — смт Сахновщина.
Площа громади — 1170,0 км2, населення громади — 20 181 осіб (2020)
Утворена 12 червня 2020 року шляхом об'єднання Сахновщинської селищної ради та Аполлонівської, Багаточернещинської, Великобучківської, Володимирівської, Дар-Надеждинської, Дубовогрядської, Катеринівської, Лебедівської, Лигівської, Новоолександрівської, Новочернещинської, Огіївської, Олійниківської, Тавежнянської і Шевченківської сільських рад Сахновщинського району Харківської області. Перші вибори селищної ради та селищного голови Сахновщинської селищної громади відбулися 25 жовтня 2020 року.

## Населені пункти
До складу громади входять 1 селище міського типу (Сахновщина) та 63 села (Андріївка, Аполлонівка, Багата Чернещина, Берестове, Бондарівка, Великі Бучки, Володимирівка, Гаркушине, Германівка, Гришівка, Дар Надії, Дубові Гряди, Загаркушине, Зелене, Зелений Клин, Івано-Слиньківка, Калинівка, Касянівка, Катеринівка, Козирів, Корніївка, Костянтинівка, Красна Гірка, Красноярка, Кузьминівка, Лебедівка, Лесівка, Лигівка, Максимівка, Малі Бучки, Мар'ївка, Миколаївка (Аполлонівський старостинський округ), Миколаївка (Шевченківський старостинський округ), Мотузівка, Нагірне, Нова Балка, Нова Чернещина, Новобогданівка, Нововолодимирівка, Новодмитрівка, Новомихайлівка, Новоолександрівка, Огіївка, Олександрівка, Олексіївка, Орільське, Петрівка, Піскувате, Скиртяне, Староволодимирівка, Степанівка, Сугарівське, Судиха, Тавежня, Тарасівка, Тернуватка, Халтуріна, Червона Долина, Червоний Степ, Чорнолозка, Шевченкове (Тавежнянський старостинський округ), Шевченкове (Шевченківський старостинський округ), Яковлівка).